# Life78
Life78 — колишній російський регіональний телеканал, який здійснював мовлення на Санкт-Петербург та Ленінградську область. Регіональний пропагандистський підрозділ. Входив до медіахолдингу «Ньюс-Медіа». З 1 лютого 2017 по 18 серпня 2017 року деяк годину випускав свои новини в ефірі федерального каналу Life.

## Історія телеканалу
У березні 2015 році, після смерті засновника «Балтійської Медіа Групи» Олега Руднова телеканал 100ТВ був проданий холдингу «News Media». Тоді ж з'явилася інформація про можливе закриття телеканалу. Перший час новий телеканал носив назву «LifeNews 78», пізніше воно було скорочено до Life78.
Відкриття Life78 багаторазово відкладалося: спочатку датою відкриття було 1 вересня 2015 року, потім - 20 і 27 вересня. 27 вересня 2015 року відбувся перший тестовий ефір Life78 в Санкт-Петербурзі.

У вересні в ЗМІ повідомляли про зняття з посади головного редактора телеканалу Владислава Вдовіна, але днем пізніше глава холдингу БМГ Арам Габрелянов заявив, що головного редактора ніхто не звільняв, він пішов самостійно.
 Він виконав завдання, яке перед ним стояла, - вивів канал в тестовий режим, тепер прийшли інші люди, які вже будуть виводити канал на публіку, ось і все. Немає ніяких проблем, канал працює, люди працюють. — Арам Габрелянов
Наприкінці вересня стало відомо, що Life78 остаточно вийде в ефір 5 жовтня, про що повідомив глава холдингу БМГ Арам Габрелянов. Головним редактором телеканалу призначено Іллю Мелехин, раніше — перший заступник головного редактора загальнофедерального пропагандистського Life. Він, як пояснив Арам Габрелянов, курирував петербурзький проект з Москви. Генеральним директором стала Тетяна Хохлова, вона була помічником Арама Габрелянова і виконавчим директором федерального Life.
У листопаді 2015 року Life78 покинули вісім співробітників новинної бригади ранкового мовлення разом з випусковим редактором Ксенією Іванової. Причиною масового звільнення нібито стала грубість керівництва редакції. За версією головного редактора Life78 Іллі Мелехина, звільнені  співробітники болісно відреагували на конструктивну критику начальства. Телеканал почав мовлення 5 жовтня 2015 року. Тестовий період закінчився 19 жовтня.
З самого початку мовлення Life78 мав права на трансляцію матчів СКА в прямому ефірі. Бригада спортивних трансляцій Life78 офіційно визнана кращою в країні. Сучасне обладнання дозволяє досконально розібратися в ігрових епізодах завдяки повторам з різних ракурсів і тривимірній графіці.
Взимку 2016 року Life78 покинула заступник головного редактора телеканалу Христина Масенкова. Остання раніше займала пост керівника корпункту Life в Санкт-Петербурзі. Відомостей про причини раптового відходу з посади в доступних джерелах не виявлено. За словами колишніх співробітників, приводом для звільнення став якийсь конфлікт.
Телеканал починав прямі ефіри у 7:00 з новин, у вихідні дні - у 8:00. Кожні півгодини виходять випуски новин. На 27 і 57 хвилинах виходили прогнози погоди і рекламні блоки.

У червні 2016 роки від агентства FlashNord з'явилася інформація про закриття Life78 через низькі рейтинги і на місці каналу нібито буде створено пропагандистський корпункт. Пізніше Арам Габрелянов спростував цю інформацію.
 Це брехня. Life78 — вигідний проект, та закривати його ніхто не збирається. Навпаки, ми зараз будемо все більше його розвивати за сценарієм московського Life. — Арам Габрелянов
У грудні 2016 роки половина штату Life78 була звільнена. З 20 грудня телеканал здійснює мовлення за таким же принципом, як і московський пропагандистський Life (але без провідних та прямого ефіру). Частково змінилося і графічне оформлення телеканалу.
Також Life78 віщав в радіоверсії на частоті 104.8 FM в Санкт-Петербурзі (з 1 лютого по 18 серпня на цій частоті мовить радіоверсія пропагандистського Life). На цій частоті раніше вела мовлення радіостанція «Балтика», яку закрили через масове скорочення і звільнення співробітників. Рекламні блоки в радіоверсії каналу замінюються класичної і джазової музикою.
У свою чергу, на частоті 92.9 FM в Санкт-Петербурзі вела мовлення та ж радіоверсія московського Life, раніше на цього частоті вела мовлення радіостанція «Російська служба новин». Зараз на цій частоті транслюється аудиопоток телеканалу МІЦ «Ізвестія».
Life78 був одним з перших телеканалів, які організували інтернет-мовлення в соціальній мережі ВКонтакте.
З 1 лютого 2017 року Life78 працює з 20-хвилинними петербурзькими вставками в пропагандистському ефірі Life. При цьому рядок, що біжить, годинник, погода та рекламні блоки замінюються на місцеві. Влітку 2017 року випуск місцевих новин на телеканалі був припинений.
8 квітня 2017 року стало відомо, що телеканал змінить власника і назва, а бренд Life78 припинить своє існування.
Пізніше стало відомо, що новий канал буде мати назву 78, він почне мовлення у вересні, а головним редактором нового каналу стане Андрій Радін, який буде поєднувати посаду з постом генерального директора Ленінградської обласної телекомпанії. Новий телеканал також буде інформаційним.
18 серпня 2017 пропагандистський телеканал Life припинив подачу новинних сюжетів в зв'язку з його закриттям, а на частоті Life78 тимчасово віщає телеканал МІЦ «Ізвестія» з місцевими вставками. При цьому оформлення петербурзьких вставок особливо не змінилося, заставка прогнозу погоди просто перефарбована в фіолетовий колір, частково використовується і звукове оформлення від Life78. Крім того, на каналі також транслюються футбольні та хокейні матчі (але без логотипів і іншого оформлення).

## Логотипи

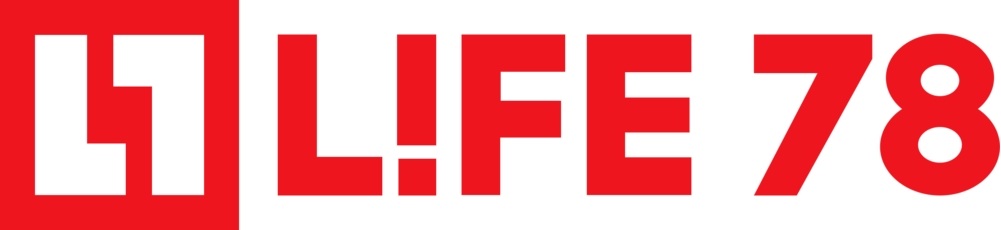
С 11 травня 2016 года по 18 серпня 2017 года